# Hufiec ZHP Warszawa-Praga-Południe
Hufiec ZHP Warszawa-Praga-Południe im. 1 Warszawskiej Dywizji Piechoty „Tadeusza Kościuszki” – jednostka terenowa Związku Harcerstwa Polskiego działająca na terenie Chorągwi Stołecznej im. Bohaterów Warszawy. Jest największym hufcem chorągwi (2014), liczy ok. 1100 zuchów, harcerek i harcerzy skupionych w 64 gromadach zuchowych i drużynach harcerskich, które funkcjonują na terenie Pragi-Południe, Rembertowa, i Wesołej.
Hufiec organizuje coroczny Rajd Olszynka Grochowska, upamiętniający bitwę o Olszynkę Grochowską, oraz Rajd Młodego Kościuszkowca. Hufiec posiada ośrodek kolonijny w miejscowości Ocypel w Borach Tucholskich.
W październiku 2013 r. z Hufca ZHP Warszawa-Praga-Południe wydzielił się Hufiec ZHP Warszawa-Wawer.

## Historia Hufca
Hufiec Warszawa-Praga-Południe powstał w 1961, jednak historia harcerstwa w tej części Warszawy sięga roku 1915, gdy powstał pluton uczniów Szkoły Rzemieślniczej im. Michała Konarskiego, mieszkających na Kamionku i bliskim Grochowie. Niedługo później pluton ten przekształcił się w 22 Warszawską Drużynę Harcerską – jedną z najstarszych drużyn w Warszawie (obecnie działającą w Związku Harcerstwa Rzeczypospolitej). W okresie międzywojennym harcerze z całej prawobrzeżnej Warszawy tworzyli jeden wspólny Hufiec Harcerzy Praga, a harcerki – Hufiec Harcerek Praga. Przy ul. Saskiej 105 stał domek harcerski, a nad Wisłą w rejonie Saskiej Kępy funkcjonowała harcerska przystań.
Podczas II wojny światowej harcerze z Grochowa i Kamionka weszli w skład Okręgu Praga Szarych Szeregów. Przez cały okres okupacji uczestniczyli w działaniach konspiracyjnych, akcjach dywersyjnych i małego sabotażu (w ramach organizacji „Wawer”), szkoleniach wojskowych (szkolenia strzeleckie Sklepy, kursy podoficerskie Wiarus i oficerskie Szkoły Podchorążych Rezerwy Piechoty Agricola, kursy motorowe Ursus). Kolportowali podziemną prasę i wydawnictwa, organizowali zajęcia dla dzieci i młodzieży niezrzeszonej (kolonie, teatrzyki). Uczestniczyli w powstaniu warszawskim na Pradze i w innych dzielnicach, kilkakrotnie przeprawiali się z meldunkami przez Wisłę na Mokotów.
Harcerze działali również na Pradze-Południe w latach 40., aż do likwidacji ZHP w 1950.
Związek Harcerstwa Polskiego reaktywowano w grudniu 1956, a już w 1957 na terenie ówczesnej Pragi-Południe powstało pięć hufców: Anin, Falenica, Grochów, Saska Kępa i Rembertów. Po wielu przekształceniach 1 września 1961 z czterech pierwszych utworzono Hufiec Warszawa-Praga-Południe, do którego w 1963 dołączył hufiec Rembertów.
Pierwszy zlot hufca odbył się w 1962. Na boisku przy ul. Siennickiej został przekazany pierwszy sztandar. W 1965 w hufcu powstała pierwsza stołeczna drużyna Nieprzetartego Szlaku. W 1966 hufiec przystąpił do zdobywania imienia – przeprowadzono wtedy akcję „Bohater”. Harcerze poszukiwali imion dla swoich drużyn i szczepów, poznawali też historię 1 Warszawskiej Dywizji Piechoty im. Tadeusza Kościuszki. W ciągu akcji przeprowadzali akcje zarobkowe na nowy sztandar hufca. Zarobione pieniądze należało przekazać w monetach o nominale 10 zł z popiersiem Kościuszki. Doszło do tego, że niektóre drużyny musiały jeździć do Śródmieścia, aby rozmienić pieniądze, ponieważ na Pradze zabrakło 10-złotowych monet.
14 stycznia 1967 w Sali Kongresowej Pałacu Kultury i Nauki podsumowano akcję. W obecności 3000 harcerzy i gości nadano hufcowi imię 1 WDP im. Tadeusza Kościuszki i wręczono nowy sztandar. Ustanowiono również trójstopniową plakietkę hufca, którą harcerze noszą do dzisiaj.
Od nadania imienia hufiec bardzo prężnie współpracował z 1 WDP i 1 Pułkiem Zmotoryzowanym. Organizował wspólne manewry i spotkania z żołnierzami. Dzięki pomocy 1 pułku harcerze nawiązali współpracę z kombatantami i odwiedzali izbę pamięci w siedzibie pułku. Na uwagę zasługuje V zlot hufca, a zarazem I zlot młodzieży szkolnej dzielnicy Praga-Południe w 1968 roku. Odbył się na Stadionie Dziesięciolecia i była to ogromna impreza organizowana przez hufiec dla całej młodzieży z dzielnicy. Późniejsze zloty odbywały się w parku Skaryszewskim lub na Stadionie Dziesięciolecia.
Pierwszy Rajd Olszynka Grochowska odbył się w 1958. Zorganizował go jeszcze Hufiec Grochów. Gdy ten przekształcono w Hufiec Warszawa-Praga-Południe, rajdy nadal odbywały się co roku. Również w ostatnich latach należy on do najważniejszych imprez hufcowych. Podczas wszystkich rajdów, uczestnicy realizowali zadania związane z historia powstania listopadowego zdobywając pamiątkowe plakietki. Hufiec organizował również coroczne festiwale kulturalne, cieszące się dużą popularnością, jak i nocne Rajdy Nietoperzy, przeznaczone dla drużyn starszoharcerskich.

## Władze
Komenda Hufca
- hm. Stanisław Matysiak – Komendant Hufca
- pwd. Aleksandra Duchnowska – Skarbniczka Hufca
- hm. Karolina Kubicka- Członkini Komendy ds. kształcenia
- hm. Kinga Żelechowska-Matysiak - Członkini Komendy ds. pracy z kadrą
- phm. Agata Janiec - Członkini Komendy ds. programu i pracy z kadrą
- phm. Julita Przesmycka - Członkini Komendy ds. programu
- phm. Marcin Jóźwiak - Członek Komendy ds. gospodarowania majątkiem
- phm. Mateusz Kowalczyk – Członek Komendy ds. organizacyjnych

Komisja rewizyjna Hufca
- hm. Krzysztof Rudziński – Przewodniczący
- hm. Joanna Stefaniak-Kachel - Wiceprzewodnicząca
- phm. Marta Czajka - Sekretarz Komisji
- phm. Tamara Uliasz
- pwd. Wojciech Kowalówka

Sąd harcerski hufca
- hm. Jacek Czajka – Przewodniczący
- hm. Adam Czetwertyński - Wiceprzewodniczący
- hm. Aneta Chabowska
- hm. Grażyna Kozińska
- hm. Leszek Adamski

## Namiestnicy
- vacat – namiestnik zuchowy
- phm. Wiktoria Łukasik – Namiestniczka harcerski
- hm. Iwona Sekuła-Jastrzębska – Namiestniczka NS

## Jednostki

### Szczepy
- Szczep 32 WDHiGZ im. Stanisława Sieradzkiego „Śwista”
- Szczep 160 WDHiGZ im. Marii Skłodowskiej-Curie
- Szczep 211 WDHiGZ im. kpt. Stanisława Jankowskiego „Agatona”
- Szczep 288i112 WDHiGZ im. Kornela Makuszyńskiego
- Szczep 295 WDHiGZ im. Szarych Szeregów
- Szczep 419 WDHiGZ NS

### Drużyny i gromady
- 160 WDH „Desertum”
- 160 WGZ „Uczniowie Czarodzieja”
- 32 WGZ „Villagxo”
- 32 WGZ „Zatoka Księżycowa”
- 32 WGZ „Bajkolandia”
- 32 WDH „Wanta”
- 32 WDSH „Anomalia”
- 111 WGZ NS „Leśne Skrzaty”
- 111 WDH NS „Zielona Łąka”
- 112 WGZ „Kraina Fantastów”
- 112 WDH „Czirokezi”
- 211 WGZ „Wędrowcy do świtu”
- 211 WDH „Kaskada”
- 211 WDSH „Potok”
- 244 WDH NS „Patrioci” im. dr Grzegorza Maja
- 288 WGZ Tuptusie
- 288 WGZ Strażnicy Nibylandii
- 288 WDH „Watra”
- 288 WWDH „Włóczykije”
- 293 WDH NS „Różana Piechota”
- 295 WGZ „Obieżyświaty”
- 295 WGZ „Sajszoni”
- 295 WDH „Płomień”
- 295 WDH „Sulima”
- 295 WDSH „Wataha”
- 296 WWGZ Szuwarki
- 296 WWDH „Wir”
- 296 WWDSH Zorza
- 296 WWDW Avanti
- 418 WDH NS im. Zawiszy Czarnego
- 420 WGZ „Zaczarowani Podróżnicy”
- 420 WDSH „Granda”
- 421 WDH NS
- 425 WDH NS
- 427 WDH NS

### Kręgi instruktorskie i kluby specjalnościowe
- Krąg Instruktorów i Starszyzny „Trójka”
- Instruktorski Krąg Pokoleń „Romanosy”
- Krąg Instruktorów Szczepu „Góra 288”
- Krąg Instruktorów i Starszyzny Szczepu 31 WDHiGZ
- Krąg Instruktorski ,,Dinozaury"
- Krąg Instruktorski ,,Charyzma"

### Zespoły instruktorskie
- Komisja Stopni Instruktorskich
- Kapituła Tytułu Instruktora Roku
- Zespół Kształcenia
- Zespół Historyczny
- Namiestnictwo zuchowe
- Namiestnictwo harcerskie
- Namiestnictwo Nieprzetartego Szlaku